# مارک پنفولد
مارک پنفولد (انگلیسی: Mark Penfold؛ زادهٔ ۱۰ دسامبر ۱۹۵۶) بازیکن فوتبال اهل بریتانیا است.
از باشگاه‌هایی که در آن بازی کرده‌است می‌توان به باشگاه فوتبال چارلتون اتلتیک و باشگاه فوتبال لیتون اورینت اشاره کرد.